# Clemens Tissi
Clemens Tissi (* 18. März 1963 in Schaffhausen; † 5. August 2016 in Berlin) war ein deutscher Möbeldesigner und Architekt Schweizer Herkunft.

## Leben
Clemens Tissi wurde 1963 in eine Schweizer Musiker- und Architektenfamilie hineingeboren. Mit 17 Jahren zog er nach Paris, mit 20 Jahren baute er das erste Haus. Nachdem er Mitte der 1990er Jahre nach Berlin gezogen war, betrieb er in der Alten Schönhauser Straße gemeinsam mit Hans-Peter Jochum eine Design-Galerie, bis er nach fünf Jahren seine eigene Galerie in der Potsdamer Straße eröffnete. Diese schloss er 2010.
Aufmerksamkeit erhielt der Berliner 2013 durch seine Ausstellung AZ 1670, deren Name auf die Flugnummer eines Alitalia-Fluges zurückgeht. Das Flugzeug war am 2. Februar 2013 in Rom von der Landebahn abgekommen und war manövrierunfähig, weshalb es mitten in der Nacht von Mitarbeitern der Fluggesellschaft weiß übermalt wurde, damit die Logos nicht mehr zu sehen waren. Im übertragenen Sinne wollte Tissi in dieser Ausstellung „das Verborgene sichtbar machen“.
Weiterhin war Tissi 2015 für die Ausstellungsarchitektur für die Neupräsentation des Bauhaus-Archivs in Berlin verantwortlich.
Am 5. August 2016 starb Clemens Tissi nach langer Krankheit.